# Sisowath Watchayavong
Sisowath Watchayavong (tiếng Khmer: ស៊ីសុវត្ថិ វឌ្ឍឆាយាវង្ស; 13 tháng 9 năm 1891 – 30 tháng 1 năm 1972) là hoàng thân và chính khách Campuchia, từng giữ chức Thủ tướng Campuchia từ năm 1947 đến năm 1948.

## Tiểu sử
Watchayavong là cháu trai của Cựu vương Sisowath I (1840-1927) từng nắm quyền trị vì từ năm 1904 đến năm 1927. Hồi còn trẻ ông đã sang Pháp theo học đại học ở Paris rồi trở về nước gia nhập quân đội. Sau khi Thế chiến thứ hai kết thúc, Quốc vương Norodom Sihanouk đã bổ nhiệm ông làm Bộ trưởng Tư pháp từ năm 1946 đến năm 1948, và kế tục vị thủ tướng tiền nhiệm quá cố Sisowath Youtevong lên làm Thủ tướng Campuchia thứ năm từ năm 1947 đến năm 1948. Ít lâu sau, ông được chỉ định làm thẩm phán vào năm 1951 và còn kiêm thêm chức danh thành viên Hội đồng Tôn vương Campuchia từ năm 1967 cho đến khi qua đời.